# سیارک ۱۵۴۶۰
سیارک ۱۵۴۶۰ (به انگلیسی: 15460 Manca، نامگذاری:1998YD10) پانزده هزار و چهارصد و شصتمین سیارک کشف شده‌است که در ۲۵ دسامبر ۱۹۹۸ کشف شد.
قدر مطلق سیارک برابر ۱۳٫۲۰ است.